# Joaquín Domagoso
Joaquín Andre Domagoso y Ditan (nacido el 24 de octubre de 2001), popularmente conocido por su nombre artístico Joaquín Domagoso, es un actor y modelo filipino con la empresa de medios GMA Network. Es hijo de Isko Moreno, actual alcalde de Manila y también ex-actor.

## Carrera y vida personal
Domagoso es uno de los cinco niños de Isko Moreno (Francisco Domagoso) y su mujer Diana Lynn Ditan.
En 2019, Domagoso firmó una contrata con GMA Artists Center y desempeñó un papel semiregular del difunto espectáculo de variedades Studio 7. Dos años después se parejaba con Cassy Legaspi en la serie de comedia romántica First Yaya.

## Filmografía

### Televisión
| Año           | Título                            | Papel         | Notas | Red         | Ref.   |
| ------------- | --------------------------------- | ------------- | ----- | ----------- | ------ |
| 2019          | Ipaglaban Mo!: Pariwala           | Amigo         |       | ABS-CBN     | [ 9 ]  |
| 2019          | Maynila: Mi Hijo Indeseado        | Joms          |       | GMA Network | [ 10 ] |
| 2019          | Studio 7                          | Coanfitrión   |       | GMA Network | [ 11 ] |
| 2020–presente | All-Out Sundays                   | Intérprete    |       | GMA Network | [ 12 ] |
| 2021          | First Yaya                        | Jonas Clarito |       | GMA Network | [ 13 ] |
| 2021          | Flex                              | Anfitrión     |       | GTV         | [ 14 ] |
| 2021          | Daig Kayo ng Lola Ko: Scarecation | Eloy          |       | GMA Network | [ 15 ] |
| 2022          | First Lady                        | Jonas Clarito |       | GMA Network | [ 16 ] |